# Thymophylla gentryi
Thymophylla gentryi là một loài thực vật có hoa trong họ Cúc. Loài này được (M.C.Johnst.) Strother miêu tả khoa học đầu tiên năm 1986.